# رونی ویلن
رونی ویلن (انگلیسی: Ronnie Whelan؛ زادهٔ ۲۵ سپتامبر ۱۹۶۱) یک بازیکن بازنشسته فوتبال اهل ایرلند است.
از باشگاه‌هایی که در آن بازی کرده‌است می‌توان به باشگاه فوتبال ساوتند یونایتد و لیورپول اشاره کرد. وی در باشگاه لیورپول در پست دفاع بازی می‌کرد. وی در فهرست صد بازیکن محبوب باشگاه لیورپول در رتبه سی‌ام این جدول جای دارد.رونی ویلن در فصل ۱۹۸۸–۸۹ کاپیتان باشگاه لیورپول بود. وی با تیم ملی جمهوری ایرلند سابقه حضور در دو جام جهانی ۱۹۹۰ و ۱۹۹۴ را در کارنامه خود دارد. وی پس از پایان دوران بازی و پس از بازنشستگی از سرمربی‌گری، یکی از کارشناسان شبکه ورزشی «آر تی ای» در ایرلند است.

## افتخارات

### لیورپول
- لیگ دسته اول (۶): ۱۹۸۱–۸۲ ،۱۹۸۲–۸۳، ۱۹۸۳–۸۴، ۱۹۸۵–۸۶، ۱۹۸۷–۸۸، ۱۹۸۹–۹۰
- جام حذفی (۳): ۱۹۸۵–۸۶، ۱۹۸۸–۸۹، ۱۹۹۱–۹۲
- جام اتحادیه (۳): ۱۹۸۱–۸۲، ۱۹۸۲–۸۳ ،۱۹۸۳–۸۴
- سوپر جام انگلیس (۱): ۱۹۸۵–۸۶
- جام خیریه (۵) :۱۹۸۲، ۱۹۸۶، ۱۹۸۸، ۱۹۸۹، ۱۹۹۰
- جام باشگاه‌های اروپا (۱): ۱۹۸۳–۸۴